# La Légende de Musashi Miyamoto
Pour le film de Hiroshi Inagaki, voir La Légende de Musashi.
Pour plus de détails, voir Fiche technique et Distribution.
La Légende de Musashi Miyamoto (宮本武蔵, Miyamoto Musashi) est un film japonais réalisé par Tomu Uchida, sorti en 1961. Il s'agit du premier volet d'une série de six films, tous réalisés par Tomu Uchida, le deuxième volet s'intitule : Les Moines lanciers du temple Hozoin. 

## Synopsis
Le légendaire épéiste Miyamoto Musashi, qui s’appelle encore Shinmen Takezo, revient de la bataille de Sekigahara. Takezo et son ami parviennent à s’échapper et à rencontrer une jeune femme et sa mère...

## Fiche technique
- Titre original : 宮本武蔵 (Miyamoto Musashi?)
- Titre français : La Légende de Musashi Miyamoto
- Réalisation : Tomu Uchida
- Scénario : Masashige Narusawa et Naoyuki Suzuki
- Photographie : Makoto Tsuboi
- Société de production : Tōei
- Musique : Akira Ifukube
- Pays d'origine : Japon
- Format : Couleurs - Mono
- Genre : drame, jidai-geki, chanbara
- Durée : 110 minutes
- Date de sortie : Japon : 21 mai 1961

## Distribution
- Kinnosuke Nakamura : Miyamoto Musashi
- Akiko Kazami : Ogin
- Wakaba Irie : Otsu
- Isao Kimura : Hon'iden Matahachi
- Rentarō Mikuni : Muneaki Takuan
- Minosuke Bandō : Terumasa Ikeda
- Michiyo Kogure : Oko
- Seiji Miyaguchi : Kisuke
- Harue Akagi : la femme de Kisuke

## Les films de la série
- 1961 : La Légende de Musashi Miyamoto (宮本武蔵, Miyamoto Musashi?)
- 1962 : Les Moines lanciers du temple Hozoin (宮本武蔵 般若坂の決斗, Miyamoto Musashi: Hannyazaka no kettō?)
- 1963 : À deux sabres (宮本武蔵 二刀流開眼, Miyamoto Musashi: Nitōryū kaigen?)
- 1964 : Seul contre tous à Ichijoji (宮本武蔵 一乗寺の決斗, Miyamoto Musashi: Ichijōji no kettō?)
- 1965 : Duel de l'aube (宮本武蔵 巌流島の決斗, Miyamoto Musashi: Ganryū-jima no kettō?)
- 1971 : Duel à mort (真剣勝負, Miyamoto Musashi: Shinken shobu?)